# Irish Women's Franchise League

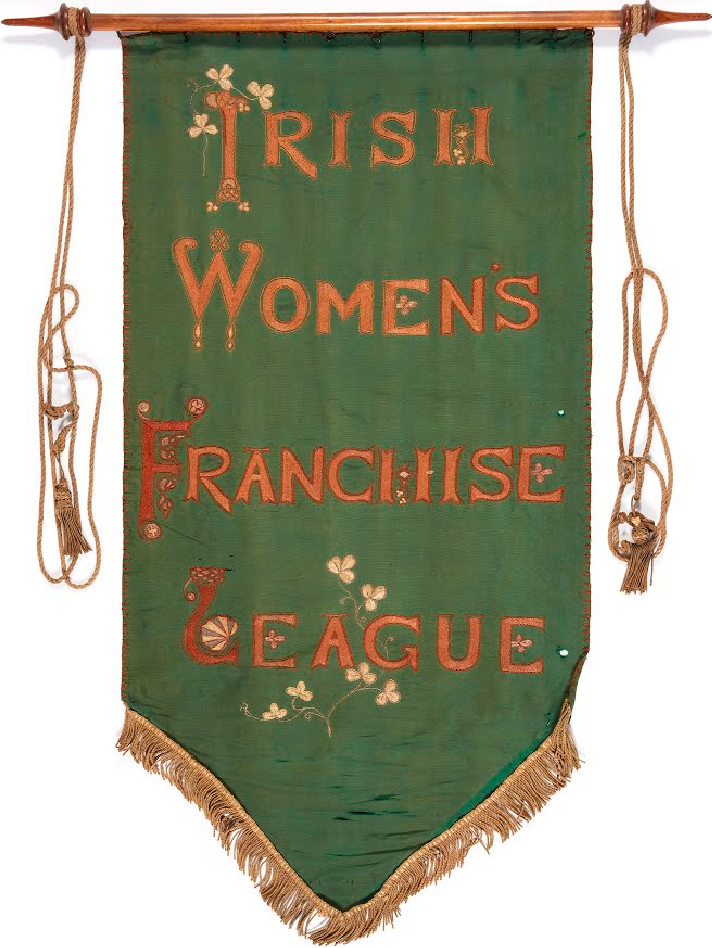
IWFL banner

Irish Women's Franchise League (IWFL) var en irländsk kvinnorättsorganisation, verksam mellan 1908 och 1918. Syftet var att verka för Kvinnlig rösträtt. Föreningen ville driva en mer militant aktivism för frågan än vad som dittills varit fallet på Irland. 
IWFL bildades i november 1908 av Francis och Hanna Sheehy-Skeffington och James och Margaret Cousins. 